# Ibirajuba
Ibirajuba est une municipalité brésilienne située dans l'État du Pernambouc.